# Gegantó Roger el Bomber
El Gegantó Roger el Bomber és un gegantó vinculat a la Colla Gegantera de Montbau i representa un bomber. Construït per Ricard Rosselló l'any 2011, a partir d'un capgròs de bomber, és un gegantó vestit de bomber que pertany a la categoria dels gegants anomenats 'manotes' perquè no tenen els braços rígids.
La colla gegantera de Montbau, que a proposta de l'Associació Excursionista d'Etnografia i Folklore de Montbau (AEEF) ja disposava de 2 gegants, el Cebrià i la Justina, construïts els anys 2010 i 2011 respectivament, van voler construir un gegantó per als més petits de la colla, i el van batejar Roger el Bomber, en homenatge al cos de bombers proper al barri, al Parc de Bombers de la Vall d’Hebron.
En Roger té un germà bessó, el Gegantó Xavier el Bomber, amb un rostre exactament igual però amb l'uniforme diferent, que forma part de la Colla dels Gegants del Poblenou.